# 한국의 산 목록

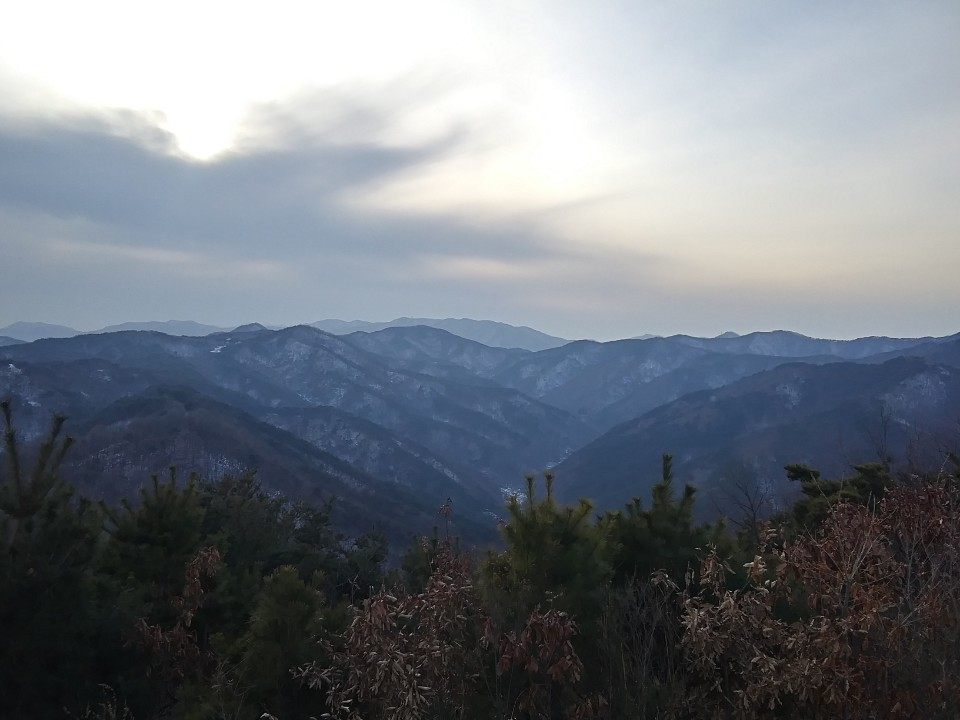

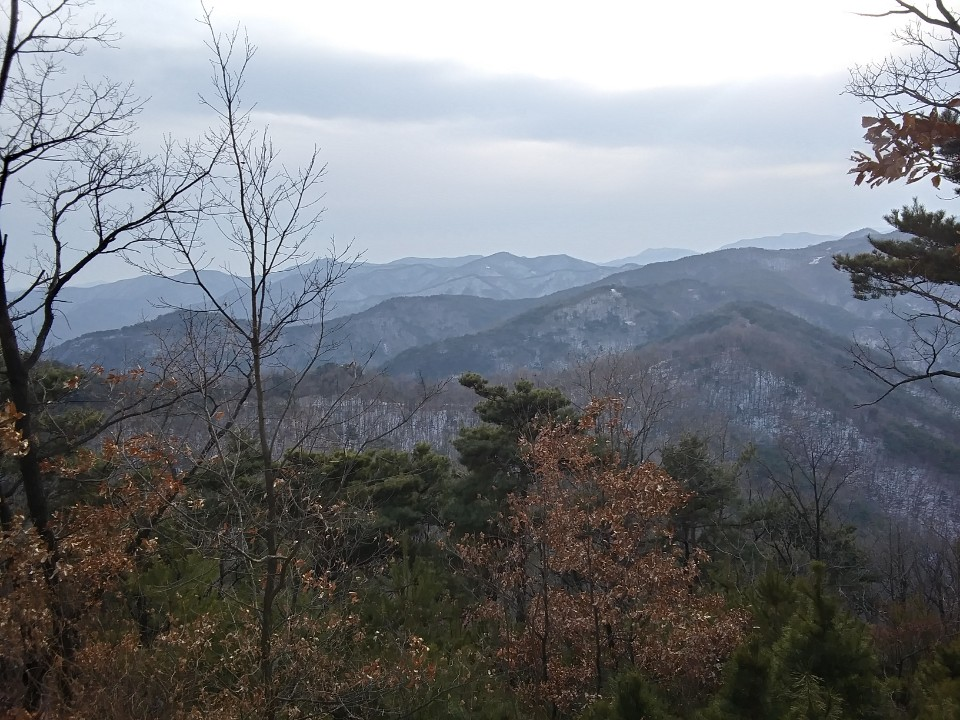

한국은 지형학상 산지가 국토의 절반 이상을 차지하고 있으며 북쪽에서 남쪽으로, 동쪽에서 서쪽으로 고저의 차가 심하다. 대한민국의 영토인 한반도에 위치한 산 중에서 가장 높은 산은 백두산이며, 남한에서는 한라산이 가장 높다. 남한 내륙에서는 지리산이 가장 높다. 오래된 기반암이 많은 한반도는 선캄브리아기 이후 오랜 기간 침식을 받아 산의 고도는 90% 이상이 2,000m 미만이다. 국가통계포털(KOSIS)의 국토지리정보현황 자료에 의하면 남한의 산은 8,751개이다.
다음은 한국의 산에 관한 목록이다.

## 개요
한반도는 산지 면적이 전국토의 약 70% 이상(남한 69.4%)을 차지하고 있으나, 일반적으로 높은 편은 아니다. 대부분의 산지의 높이는 2,000m 이하이며, 가장 높은 백두산이 2,744m, 남한의 최고봉인 한라산도 1,947.06m에 불과하다. 해발 1,000m 이상의 고지대는 국토의 약 10%이며, 200~500m의 저산성 산지가 약 40% 이상을 차지한다.
남한 본토(내륙)에서 가장 높은 산은 지리산천왕봉으로 높이가 1,915m이다.
산지의 높이는 북쪽과 동쪽으로 감에 따라 높아지고 험하다. 따라서 한반도의 산지는 북쪽과동쪽의 높은 산지와 서쪽과 남쪽의 비교적 낮은 구릉성 산지로 구분되며, 남서쪽으로 완만히기울어지는 '경동성 지형'을 이루고 있다.
한반는 오랫동안 침식을 받아 전반적으로 낮고 편평했으나, 단층 요곡 운동과 함께 융기 운동을 받아 현재와 같은 지형이 형성되었다. 특히 북동쪽은 융기가 크게 나타나 높고 험한 산지를 이루었다. 비교적 높은 곳에 융기 이전의 평탄한 면인 '고위 평탄면'이 나타나는데, 이것은 오랫동안 산이 깎이고 쌓여서 준평원이 다시 지각 운동으로 인하여 몇 차례 솟아오르며, 단단한 부분이 그대로 굳어 버린 것으로 개마고원 지대에 가장 넓게 분포한다. 그리고 태백산맥의 대관령 부근과 삼척 부근을 비롯한 여러 곳에 남아 있다.

## 가나다 찾기

### ㄱ

#### 가
- 가덕산 · 가령산 · 가리산 (포천) · 가리산 (강원) · 가리왕산 · 가산 (칠곡) · 가섭산 · 가야산 (광양) · 가야산 (나주) · 가야산 (충청남도) · 가야산 · 가엽산 · 가지산 (경상도) · 가지산 (전라남도) · 가창산  ·  각산 ㆍ 각호산 (충북) · 각호산 (황해도) · 각흘산 · 각화산 · 각희산 · 간월산 · 갈기산 (경기도/강원도) · 갈기산 (충청북도) · 갈산 · 감악산 (거창) · 감악산 (원주) · 감악산 (파주) · 갑산 · 갑장산 · 강천산 · 개인산 · 개화산 · 객산

#### 개
- 개웅산

#### 거
- 거류산 ㆍ 거마산 · 거망산 · 거문산 (평창) · 거문산 (부산) · 건지산 (용인) · 건지산 (평양) · 검단산 · 검마산 · 견두산 · 경각산 · 계관산 · 계룡산 (대전/충남) · 계룡산 (경남) · 계명산 (충북) · 계명산 (평안남도) · 계방산 (강원도) · 계방산 (경남) · 계양산 · 계족산 (대전) · 계족산 (영월) · 계족산 (구례) · 계족산 (순천)

#### 고
- 고고산 · 고대산 (경기 연천/강원 철원) · 고대산 (함경남도) · 고동산 · 고두산 · 고래산 ·고루포기산 · 고산 (고창) · 고양산 · 고헌산 · 곤천산 · 괘관산 · 괘령산 · 괘방산 · 공덕산 (경상북도) · 공덕산 (자강도) · 공작산 · 관문산 · 관모봉 · 관모산(인천) 관악산 · 관음산 · 광교산 · 광덕산 (강원 경기) · 광덕산 (충남) · 광려산 · 광석산 · 광제산

#### 관
- 관악산

#### 구
- 구곡산 (경남) · 구나무산 · 구룡산 (서울) · 구룡산 (영월) · 구룡산 (원주) · 구만산 · 구름산 (서울) · 구병산 · 구봉대산 · 구봉산 (강원도) · 구봉산 (대전) · 구봉산 (부산) · 구봉산 (전라남도) · 구봉산 (전라북도) · 구월산 · 구절산 (강원도) · 구절산 (고성) · 구천산 · 구학산 · 국망봉 · 국지산 · 군자산 · 굴봉산

#### 금
- 금강산 · 금강산 (전라남도) · 금단산 · 금당산 · 금련산 · 금물산 · 금산 (경남) · 금산 (전라도) · 금병산 (대전/세종) · 금병산 (춘천) · 금성산 (경상남도) · 금성산 (전라남도) · 금수산 (충북) · 금수산 (평양) · 금오산 (경남 밀양/양산) · 금오산 (경남 하동) · 금오산 (경북 구미) · 금오산 (전라남도) · 금오산 (경북 경주) · 금원산 · 금적산 · 금전산 · 금정산 · 금주산 · 금학산 · 금확산 ㆍ 금대산

#### 기
- 기룡산 · 기백산 · 기양산 · 기우산 · 깃대봉 (홍도)

### ㄴ
- 낙가산 · 낙산 (서울) · 낙산 (양양) · 낙영산 · 남군자산 · 남덕유산 · 남병산 · 남산 (경주) · 남산 (충주) · 남산 (서울) · 남산 (순천) · 남한산 · 낭산 · 내동산 · 내연산 · 내장산 · 냉산 · 노고단 · 노목산 · 노음산 · 노추산 · 뇌암산 · 뇌정산 · 눌의산 · 능동산

#### 남
- 남산

### ㄷ

#### 다
- 당산 (익산)

#### 두
- 두무산 · 두류산 (대구) · 두류산 (화천) · 두륜산 · 두타산 (강원도) · 두타산 (충청북도) · 둔덕산 · 둔철산 · 등곡산

### ㄹ
- 랑림산

### ㅁ

#### 마
- 마니산(강화군) · 마니산 (영월) · 마당재산 · 마대산 · 마미산 · 마산 (고성) · 마안산 (부산) · 마안산 (평택) · 마안산 (함양) · 마이산 · 만경봉 · 만덕산 · 만수산 · 만악산 · 만어산 · 만월산 (강원도) · 만월산 (인천) · 만인산 · 만행산

#### 매
- 매봉산(경북 구미) · 매봉산(서울 구로)

#### 망
- 망경대산 · 망대암산 · 망운산 · 망월산 · 망이산 · 망진산 · 매봉산 (가평) · 매봉산 (삼랑진) · 매봉산 (영월) · 매화산 · 매화산 (강원) · 매화산 (경남) · 맹부산

#### 며
- 면산 · 면봉산 · 멸악산 · 명성산 · 명지산

#### 모
- 모락산 · 모란봉 · 모악산 · 모후산 · 목우산 · 뫼봉산  · 모담산(김포)

#### 묘
묘향산

#### 무
- 무갑산 · 무등산 · 무량산 · 무룡산 · 무성산 · 무이산 · 무척산 · 무학산 (경남) · 문복산 · 문수산 (김포)· 문수산 (용인)· 문수산 (울산) · 문암산 (함경도) · 문학산 · 문형산

#### 미
- 미녀산 · 미륵산 (강원도) · 미륵산 (경남) · 미륵산 (전라북도) · 미숭산 · 민둥산 (강원도) · 민둥산 (경기도) · 민주지산

### ㅂ

#### 바
- 바래봉 · 바위산 (춘천) · 박달산 (괴산) · 박월산 · 박지산 · 반론산 · 반암산 · 반야봉 · 발교산 · 발왕산 · 방어산 · 방장산 · 방태산

#### 배
- 배방산 · 배봉산 · 배산 · 백년산 · 백덕산 · 백두산 · 백련산 · 백마산 · 백병산 · 백석산 · 백아산 · 백악산 · 백암산 (강원도) · 백암산 (경상북도) · 백암산 (량강도) · 백암산 (전라도) · 백암산 (충청남도) ·백우산 · 백운산 (원주/제천) · 백운산 (전남 광양) · 백운산 (정선/평창) · 백운산 (포천/화천) · 백운산 (함양/장수) · 백이산 · 백적산 · 백화산 (충청남도) · 백화산 (충북 영동/경북 상주) · 백화산 (충북 괴산/경북 문경)

#### 버
- 번암산 · 벌매산 · 법화산 (경기) · 법화산 (경남) · 벽도산 · 벽방산 · 벽암산 · 변산 (산) · 별유산 · 병풍산 (전남)

#### 보
- 보련산 · 보문산 · 보배산 · 보해산 · 보현산 · 복계산 · 복두산 · 봉복산 · 봉래산 (부산) · 봉래산 (영월) · 봉명산 (개풍) · 봉명산 (문경) · 봉명산 (사천) · 봉미산 · 봉수산 · 봉화산 (김해) · 봉화산 (마산) · 봉화산 (서울특별시) · 봉화산 (춘천 남산면) · 봉화산 (춘천 북산면) · 봉화산 (평양직할시) · 봉화산 (황북 서흥) · 봉화산 (황북 신계) · 봉황산

#### 부
- 부귀산 · 부용산 (강원) · 북바위산 · 북배산 · 북악산 · 북암산 · 북주산 · 북한산 · 분성산 · 불갑산 · 불곡산 (경기 양주) · 불곡산 (경기 성남/광주) · 불명산 · 불모산 (창원) · 불암산 부모산

#### 비
- 비계산 · 비룡산 (봉화) · 비봉산 · 비슬산 · 비음산 · 비학산

### ㅅ

#### 사
- 사금산 · 사달산 · 사명산 · 사자산 · 산방산 (경상남도) · 산방산 (제주도)

#### 삼
- 삼각산 (평안북도) · 삼도봉 (민주지산) · 삼도봉 (지리산) · 삼방산 · 삼봉산 · 삼성산 (충북) · 삼성산 (경북) · 삼성산 (서울/경기) · 삼악산 · 삼정산 · 상운산

#### 서
- 서기산 · 서대산 · 서리산 · 서운산 · 석기암산 · 석룡산 · 석병산 · 선각산· 선달산· 선도산 · 선바위산 · 선불산 · 선운산 · 선자령 · 설봉산 (이천시) · 설성산 · 설악산 · 설화산 · 성거산 · 성산 · 성수산 · 성인봉 · 성주산 서룡산

#### 소
- 소리산 • 소래산 · 소백산 · 소요산 · 소요산 (고창) · 속리산 · 송악산 (개성) · 송악산 (제주) · 송학산

#### 수
- 수도산 · 수락산 · 수리산 · 수봉산 · 수양산 (대전) · 수양산 (완주) · 수양산 (황해도) 수정산

#### 승
- 승두산 · 승달산

#### 시
- 시랑산 · 신불산 · 식장산

### ㅇ

#### 아
- 아미산 (충남) · 아미산 (홍천) · 아차산 · 안산 (서울) · 안산 (서초구) · 안산 (인제) · 안수산 · 앞산 · 약산 · 약수산 · 양각산 · 양성산 · 양을산 · 양자산

#### 어
- 어답산 · 어래산 · 어비산 · 억산 · 언진산 · 엄광산 · 여분산 · 여항산 · 연석산 · 연엽산 · 연인산 · 연점산 · 연화산 (고성) · 연화산 (언양) · 연화산 (자강도/함경남도) · 연화산 (함남 허천군/단천시) · 영장산 · 영축산(울산) · 영취산(전남) · 예봉산ㆍ연하봉

#### 오
- 오가산 · 오대산 · 오도산 · 오두산 · 오봉산 (강원도) · 오봉산 (대전) · 오봉산 (전라북도) · 오봉산(세종시)[1] · 오봉산 (평안북도) · 오봉산 (춘천) · 오봉산 (평안남도) · 오봉산 (평안북도) · 오서산 · 옥갑산 · 옥마산 · 옥석산 · 올산 · 옹강산 · 옹성산 · 와룡산 · 완택산 · 왕방산 · 왕산

#### 용
- 용두산 (대구) · 용두산 (부산) · 용두산 (충북) · 용마산 (경기광주) · 용마산 (충북) · 용문산 (양평) · 용문산 (예천) · 용문산 (평안도) · 용봉산 · 용악산 · 용암산 (전남) · 용왕산 · 용화산

#### 우
- 우두산 · 우면산 · 우암산 · 우장산 · 운길산 · 운교산 · 운달산 · 운동산 · 운무산 · 운문산 · 운악산 · 운암산 · 운장산 · 운제산 · 울련산 · 우산봉 (대구) · 우산봉 (독도)

#### 유
유달산 · 유명산 · 유현덕산 · 유학산 · 육백산

#### 원
- 원등산 · 원적산 ·  위령산 · 위봉산

#### 월
월명산 · 월미산 · 월봉산 · 월아산 · 월악산 · 월여산 · 월출산 ·월경산 (장수/함양) · 월하산 (부여)

#### 으
응복산 · 응봉산 (삼척) · 응봉산 (서울) · 응봉산 (홍천)

#### 이
- 인등산 · 인왕산 · 일월산 · 일출봉 · 입암산 (목포) · 입암산 (전라도) · 입암산 (북부지방)인릉산

### ㅈ

#### 자
- 자굴산 · 작성산 · 장락산 · 장령산 · 장미산 (강원) · 장미산 (충북) · 장산 (강원) · 장산 (부산) · 장병산 · 장수산 · 장안산 · 장암산 · 재약산 · 재암산

#### 저
- 적근산 · 적상산 · 적석산 · 적성산 · 적오산 · 절개산 · 점봉산 · 정각산 · 정방산 · 정족산 (강화도) · 정족산 (경남) · 제왕산 정발산

#### 조
- 조계산 · 조두산 · 조령산 · 조항산 · 존제산 · 종남산 (경상남도) · 종자산 (강원) · 종자산 (경기도) · 종현산 · 주금산 · 주론산 · 주미산 · 주산 (고령) · 주왕산 · 주읍산 · 주흘산 · 중미산 · 중왕산 · 중원산

#### 지
- 지등산 · 지룡산 · 지리산 · 지리산 (통영) · 지억산 · 지장산 · 진악산 · 진악산 · 집현산

### ㅊ

#### 처
- 천관산 · 천등산 (경상북도) · 천등산 (전라남도) · 천등산 (전라북도) · 천등산 (충북) · 천마산 (개풍) · 천마산 (남양주) · 천마산 (문경) · 천마산 (양산) · 천마산 (평안북도) · 천보산 · 천삼산 · 천성산 · 천왕봉 · 천주산 (문경) · 천주산 (경남) · 천태산 (경남) · 천태산 (충청도) · 천황산 (경남/울산) · 천황산 (경남 합천) · 천호산 · 철마산 (남양주시)

#### 첨산
- 천왕산

#### 청
- 청계산 (가평포천) · 청계산 (상주) · 청계산 (경기/서울) · 청계산 (양평) · 청량산 (서울/경기) · 청량산 (경상북도) · 청량산 (인천) · 청명산 (수원/용인) · 청옥산 (동해/삼척) · 청옥산 (평창) · 청옥산 (경상북도) · 청우산 · 청태산 · 청화산 · 최정산

### 추
- 추애산 · 추월산 · 축령산 (경기) · 축령산 (전남) · 축서산 · 축융봉(부여) · 취서산

### 치
- 치악산 · 칠갑산 · 칠보산 (경상북도) · 칠보산 (경기도) · 칠보산 (전라북도) · 칠보산 (충청북도) · 칠보산 (함경북도)

### ㅋ
- 칼봉산

### ㅌ
- 태기산 · 태백산 · 태조산 · 태화산 (공주) · 태화산 (경기광주) · 태화산 (영월/단양) · 토함산 · 통고산

### ㅍ
- 팔각산 ·  팔공산 · 팔공산 (전북) · 팔달산 · 팔봉산 (고원) · 팔봉산 (서산) · 팔봉산 (홍천) · 팔영산 · 팔음산 · 포암산 · 폭산 · 피래산 · 필봉 · 팔용산

### ㅎ

#### 하
- 하설산 · 학가산 · 한라산 · 한우산 · 함라산 (전라북도) · 함박산 (경기) · 함백산 · 함월산 · 해협산 · 향로산 · 향수산 (경기) · 향적산 (평안북도) · 향적산 (충남) · 현성산

#### 호
- 호구산 · 호명산 · 호암산 · 홀통골산 ·화산 (경상북도) · 화악산 (경상도) · 화악산 (경기도/강원도) · 화왕산 · 화야산 · 화학산

#### 황
- 황금산 · 황령산 · 황매산 · 황병산 · 황산 (남원) · 황석산 · 황악산 · 황장산 · 황정산 · 황학산

#### 회
- 회문산 · 회봉산 · 흑석산 · 흑성산 · 흥정산 · 희아산 · 희양산 · 흰봉산

## 같이 보기
- 백두대간
- 한국의 산맥
- 한국의 고개
- 오름